# کالوین دیویس
کالوین دیویس (انگلیسی: Calvin Davis؛ زادهٔ april ۲, ۱۹۷۲ (۵۲ سال)) ورزشکار دو و میدانی اهل ایالات متحده آمریکا است.
وی در مسابقات کشوری و بین‌المللی در مجموع برندهٔ ۱ مدال طلا، ۱ مدال برنز شده‌است.